# Louis-Joseph de Montcalm
Pour les articles homonymes, voir Montcalm.
Louis-Joseph de Saint-Véran, marquis de Montcalm, né le 28 février 1712 au Château de Candiac dans le Royaume de France et mort le 14 septembre 1759 lors de la bataille des Plaines d'Abraham en Nouvelle-France, est un gentilhomme et un militaire français. Fils de Louis-Daniel de Montcalm et de Marie-Thérèse-Charlotte de Lauris de Castellane, il épouse Angélique Louise Talon de Boulay avec laquelle il aura 10 enfants.
Lieutenant-général et commandant en chef des forces armées françaises en Nouvelle-France, il est mieux connu pour ses campagnes à la défense du Canada entre 1756 et 1759. Sa mort, conjuguée à celle de son rival James Wolfe, lors de la bataille des Plaines d'Abraham, en a fait un symbole de la Conquête au Canada et des grandes défaites de la France.

## Biographie

### Origines familiales

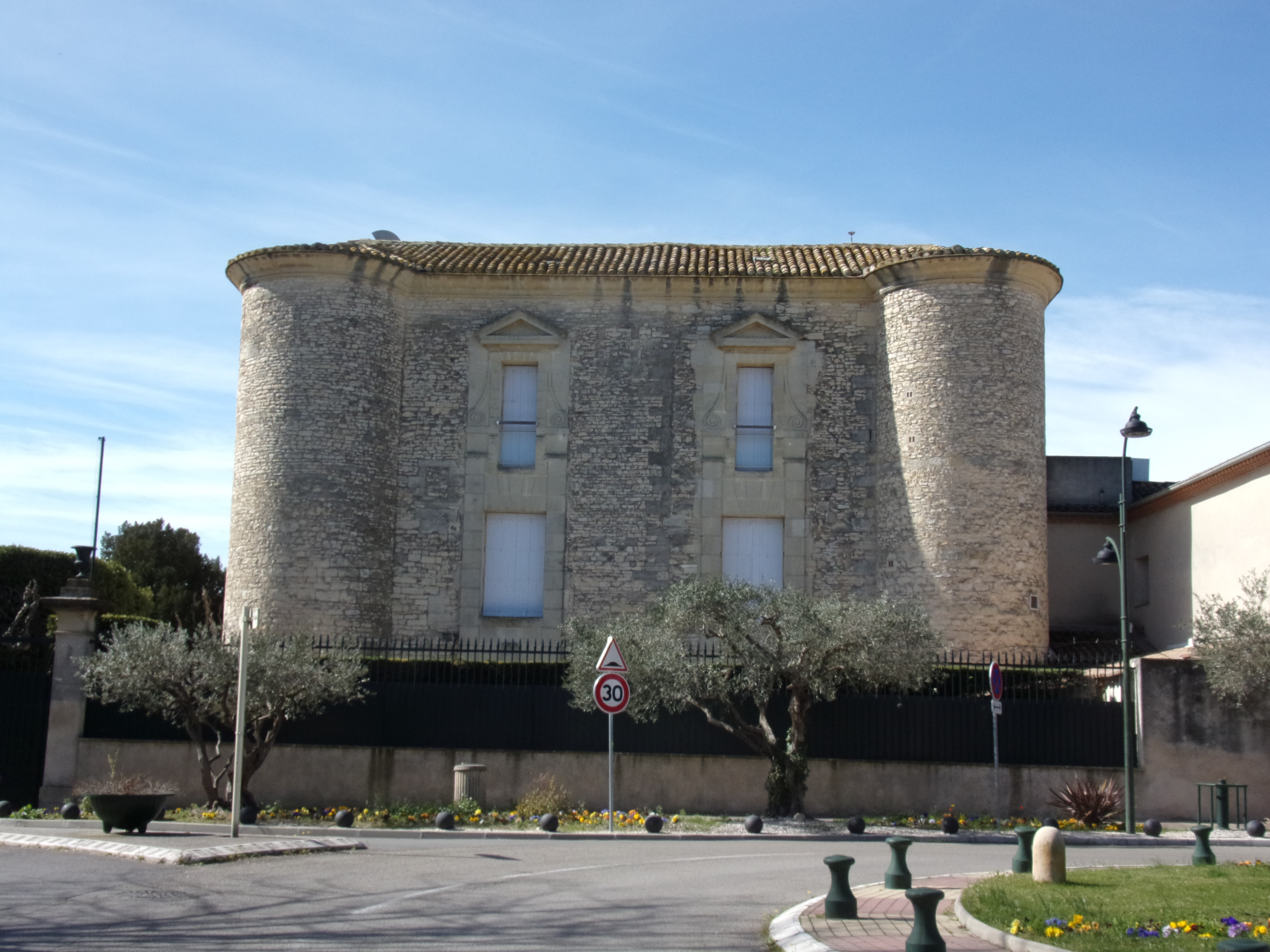
Le château où naquit Montcalm, à Vestric-et-Candiac(Gard).

Issu de la lignée des Montcalm-Gozon, Montcalm est membre de la noblesse d’épée. Cette noblesse forme l’essentiel du corps des officiers français de l’Ancien Régime. Né au château familial, à Candiac dans le sud du Royaume, il est baptisé à Vauvert, ville proche, dont un hameau porte aujourd’hui son nom. À l’âge adulte, il est décrit comme petit, au teint olivâtre et aux yeux foncés. Son fort caractère est mentionné par tous ses contemporains qui écrivent sur lui. À la mort de son père en 1735, il hérite du titre de Marquis de Montcalm-Gozon, de Baron de Gabriac ainsi que des seigneuries de Saint-Veran, Candiac, Tournemine, Vestric, Saint-Julien et d’Arpaon.

### Début de carrière militaire et guerre de Succession de Pologne
La famille ne tirant que peu de revenus de leurs terres, il suit rapidement les traces de son père, lieutenant-colonel au régiment de Hainault, et y est reçu enseigne dès l'âge de 9 ans. Passionné par la carrière des armes et soucieux de faire honneur à son nom, il s'avère être militaire dans l'âme. Il est promu capitaine à 17 ans et combat lors de la Guerre de Succession de Pologne (1733-1738), où il prend part à plusieurs sièges dont ceux de Kelh et de Philippsbourg. Son expérience acquise sur le terrain lui sera utile lors de ses campagnes en Nouvelle-France.

### Guerre de Succession d'Autriche (1740-1748)

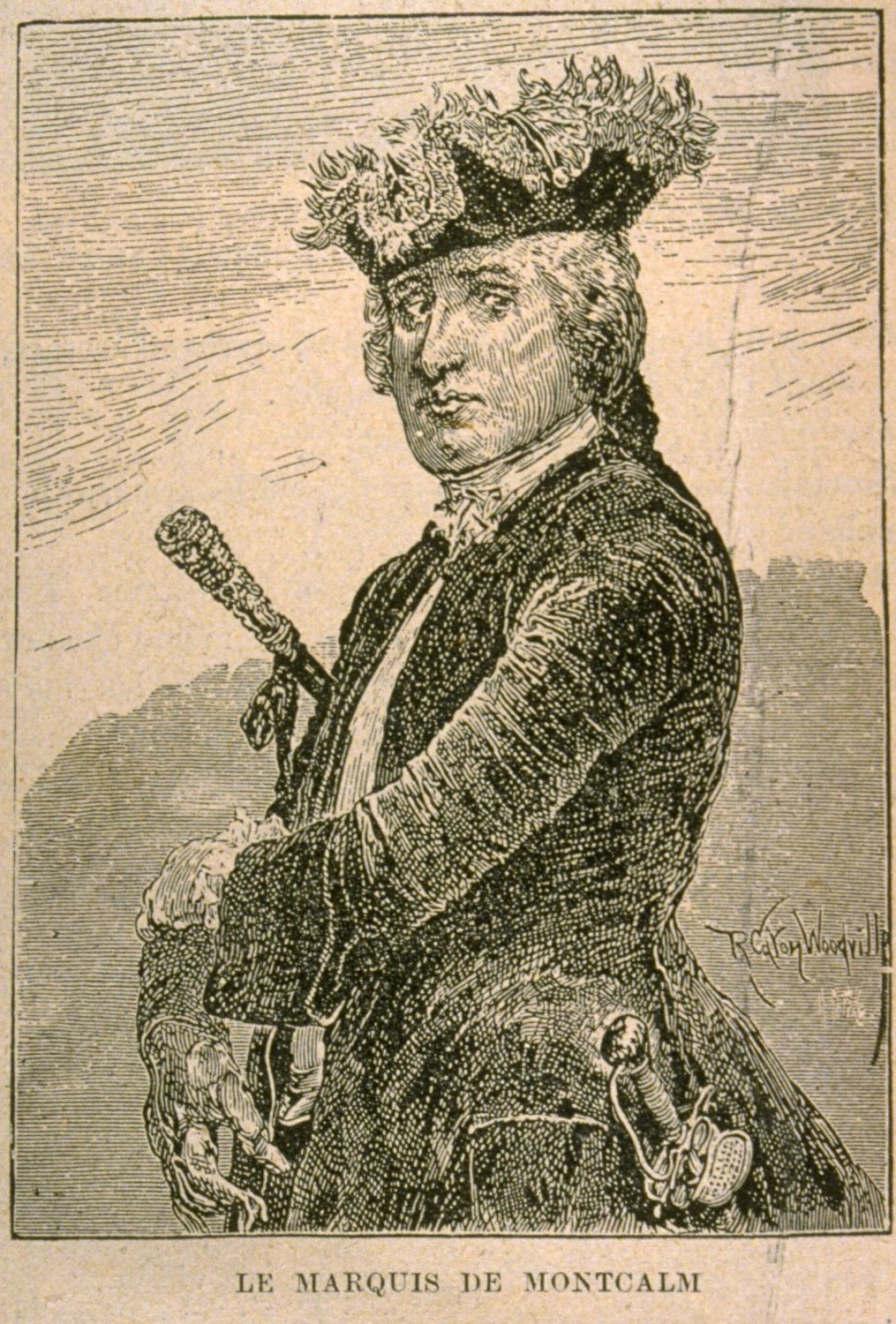
Le marquis de Montcalm en tenue militaire.

Montcalm prend part par la suite à la guerre de Succession d’Autriche (1740-1748) comme aide de camp du marquis Philippe-Charles de la Fare, lieutenant-général. Cet habile tacticien est employé aux points les plus difficiles des campagnes du maréchal de Belle-Isle et sera essentiel à la prise de Prague en 1741, à sa défense et son évacuation en 1742. Il commande l’arrière-garde qui couvre le retrait de l’armée française, mission parmi les plus délicates à exécuter pour toute armée. Montcalm est blessé lors de ces opérations, mais continue à combattre au milieu de ses hommes. Remis, il achète le grade de colonel du régiment d’Auxerrois en 1743, et en prend le commandement sur le front d’Italie. Après quelques engagements mineurs où son régiment fait belle figure, il participe à la désastreuse bataille de Plaisance (1746). Les forces franco-espagnoles y sont écrasées par l’armée autrichienne du général Browne. Dans la défaite, Montcalm se crée une réputation en ralliant par deux fois son régiment en retraite et en subissant 5 blessures au corps à corps. Les traces de ces coups de sabre seront d’ailleurs relevées sur son squelette au XIXe siècle. Il écrira « Heureusement aucun de ces coups de sabre n’est dangereux, quoique j’aie perdu mon sang en abondance, ayant eu une artère coupée. Mon régiment, que j’avais rallié deux fois, est anéanti. ». Aux mains de l'ennemi, il est libéré lors d'un échange de prisonniers et promu brigadier, signe que sa bravoure lors de la déroute de Plaisance n'était pas passée inaperçue et que ses soutiens familiaux, surtout ceux de sa femme, étaient bien vus de la Cour. Il est de nouveau envoyé en Italie où il participe à la bataille de l'Assiette aux côtés de plusieurs des régiments qui combattront sous ses ordres plus tard en Nouvelle France. Cet assaut sur des positions fortifiées débouche sur une sanglante défaite pour les armées françaises, pourtant bien supérieures en nombre. Le marquis reçoit une balle en plein front qui le met hors de combat pour le reste du conflit. À la paix, les vestiges de son régiment sont fusionnés avec d'autres unités, lui faisant perdre son commandement. Marque de la confiance de la Cour, on lui confie toutefois la création d'un nouveau régiment de cavalerie à son nom en 1749.

### À la tête des armées de Nouvelle-France (1756-1759)

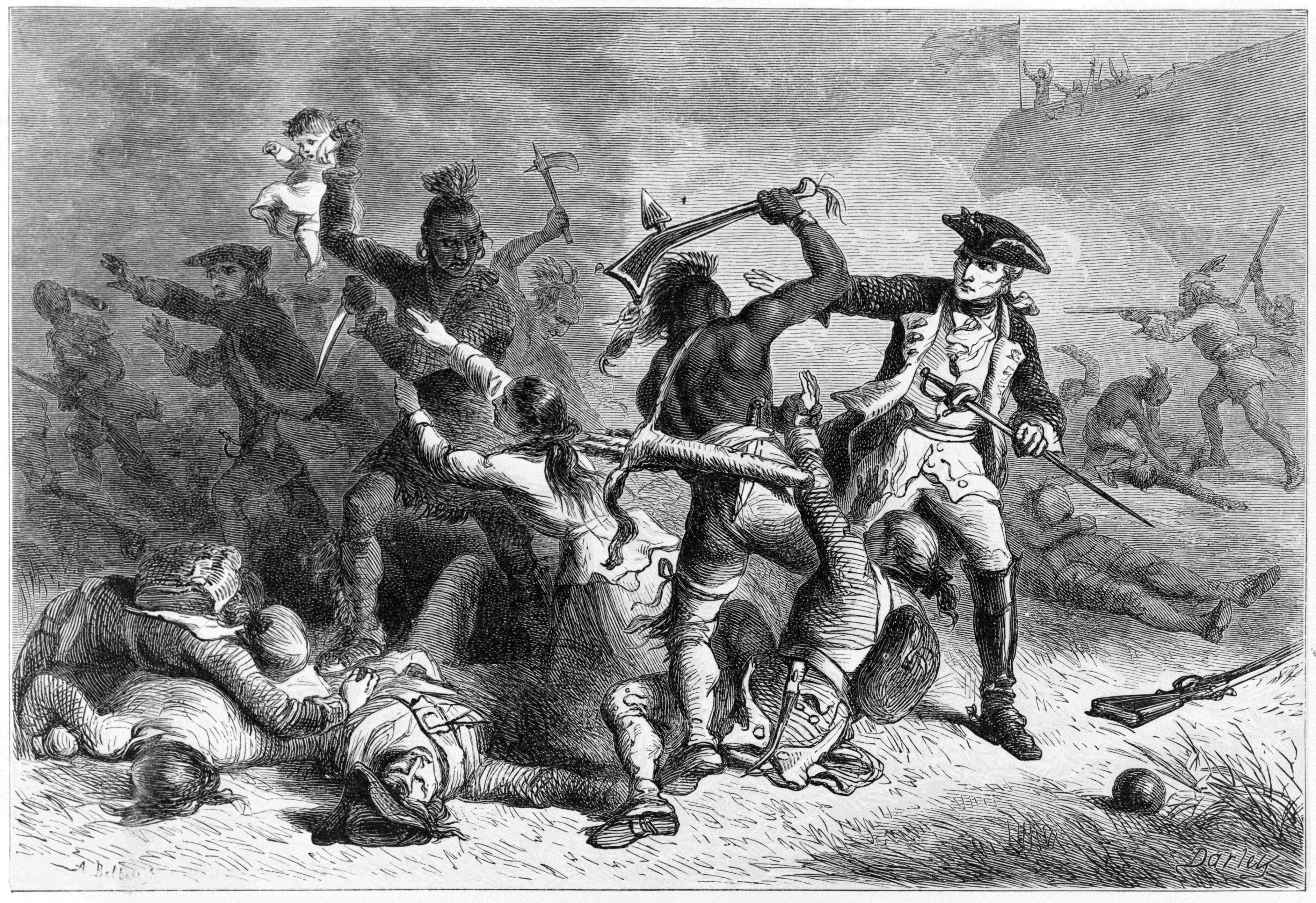
Montcalm s'opposant au massacre des militaires qui évacuent Fort William Henry avec femmes et enfants, gravure des années 1870.

Alors que la guerre de Sept Ans apparaît imminente à la cour de Versailles, les combats ont commencé en 1754 en Amérique du Nord. Si la France remporte encore quelques beaux succès, notamment à Fort Necessity avec la capture de George Washington ou à la Monongahela avec la mort du général Braddock et la destruction de son armée, il apparaît clairement que la guerre change de nature en Amérique. Britanniques et Français envoient en effet des milliers de soldats réguliers, équipés comme pour une guerre européenne, pour renforcer leurs forces coloniales. Là où les batailles se jouaient entre quelques dizaines, voire parfois quelques centaines de combattants, ce sont des régiments entiers qui débarquent à Québec, Louisbourg, Halifax ou Boston pour poursuivre en Amérique les guerres de leurs monarques en Europe. La capture du Baron de Dieskau, commandant en chef en Nouvelle-France, lors de la défaite du lac Georges coïncide avec une augmentation marquée du nombre de soldats réguliers envoyés dans la colonie. Il faut donc remplacer Dieskau par un militaire professionnel et fiable, capable de s'adapter à la petite guerre dans les colonies et de défendre les nombreux forts qui composent la Nouvelle-France. Montcalm, promu maréchal de camp, est choisi malgré ses quelques réticences. Il écrira : «Je crus devoir accepter une commission aussi honorable que délicate qui assurait la fortune de mon fils, objet intéressant pour un père, commission que je n'avais ni désirée ni demandée». Il prend également le soin de négocier une rente de veuve pour son épouse, si les choses devaient mal tourner.
Le choix de Montcalm s'avère bon. Il connaît bien la petite guerre pour avoir affronté en Bohême et au Piémont des adversaires la pratiquant. De plus, il est expérimenté dans la guerre de siège et les aspects logistiques des campagnes militaires. Durant tout le conflit, Montcalm se montre un habile organisateur et un fin tacticien, économe du sang de ses hommes et audacieux dans la conduite des opérations. Il quitte Brest sur la frégate la Licorne en 1756, à la tête des renforts envoyés par Louis XV au Canada. Il est entouré d'officiers professionnels et d'ingénieurs, notamment son second, François Gaston de Lévis, le colonel François Charles de Boulamaque et un aide de camp promis à un grand avenir, Louis-Antoine de Bougainville.

#### Les victoires s'enchaînent
À peine débarqué, Montcalm se retrouve en conflit avec le gouverneur général Vaudreuil sur la stratégie à employer. Montcalm voudrait conserver le cœur de la colonie le temps que la France remporte la guerre en Europe. Vaudreuil veut au contraire garder la guerre le plus loin possible du territoire canadien et préconise l’offensive par une intensification de la petite guerre sur les frontières des colonies britanniques. Vaudreuil l’emportant hiérarchiquement, Montcalm doit lancer dès la fin de l’été 1756 les opérations selon les vœux de Vaudreuil. Il remporte une grande victoire à Fort Chouagen (Fort Oswego pour les Britanniques) sur la rive méridionale du lac Ontario le 14 août 1756, détruisant la place forte et faisant plus de 1 700 prisonniers tout en ne perdant qu’une trentaine d’hommes. Cette victoire pousse les Iroquois à conserver une certaine neutralité tout en coupant aux Britanniques l’accès au lac Ontario et à une des voies d’invasion possible du Canada. La campagne de 1757 le voit couper une autre voie d’invasion lorsqu’il surprend la garnison de 2 500 hommes du Fort William Henry et la force à la reddition grâce à l’emploi de son artillerie de siège. La destruction de la base logistique britannique sur le lac Champlain est ternie par le « massacre de Fort William Henry ». Ne se sentant pas tenus par la promesse des Français de respecter les honneurs de la guerre, les alliés autochtones présents s’en prennent à de petits groupes anglo-américains isolés après la reddition. Contrairement à la légende, Montcalm intervient rapidement pour faire cesser les violences et fera escorter les prisonniers vers les lignes britanniques par ses soldats. Révolté par la violence et la cruauté des combats en Amérique du Nord, il tentera à plusieurs reprises de les modérer.

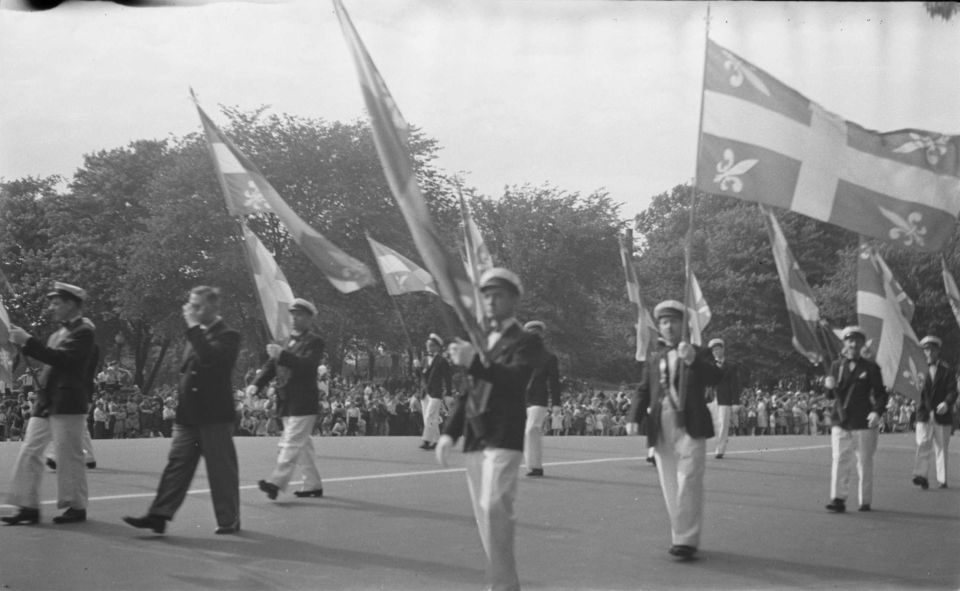
Drapeau de Carillon, ancêtre du drapeau du Québec moderne

#### Miracle à Carillon

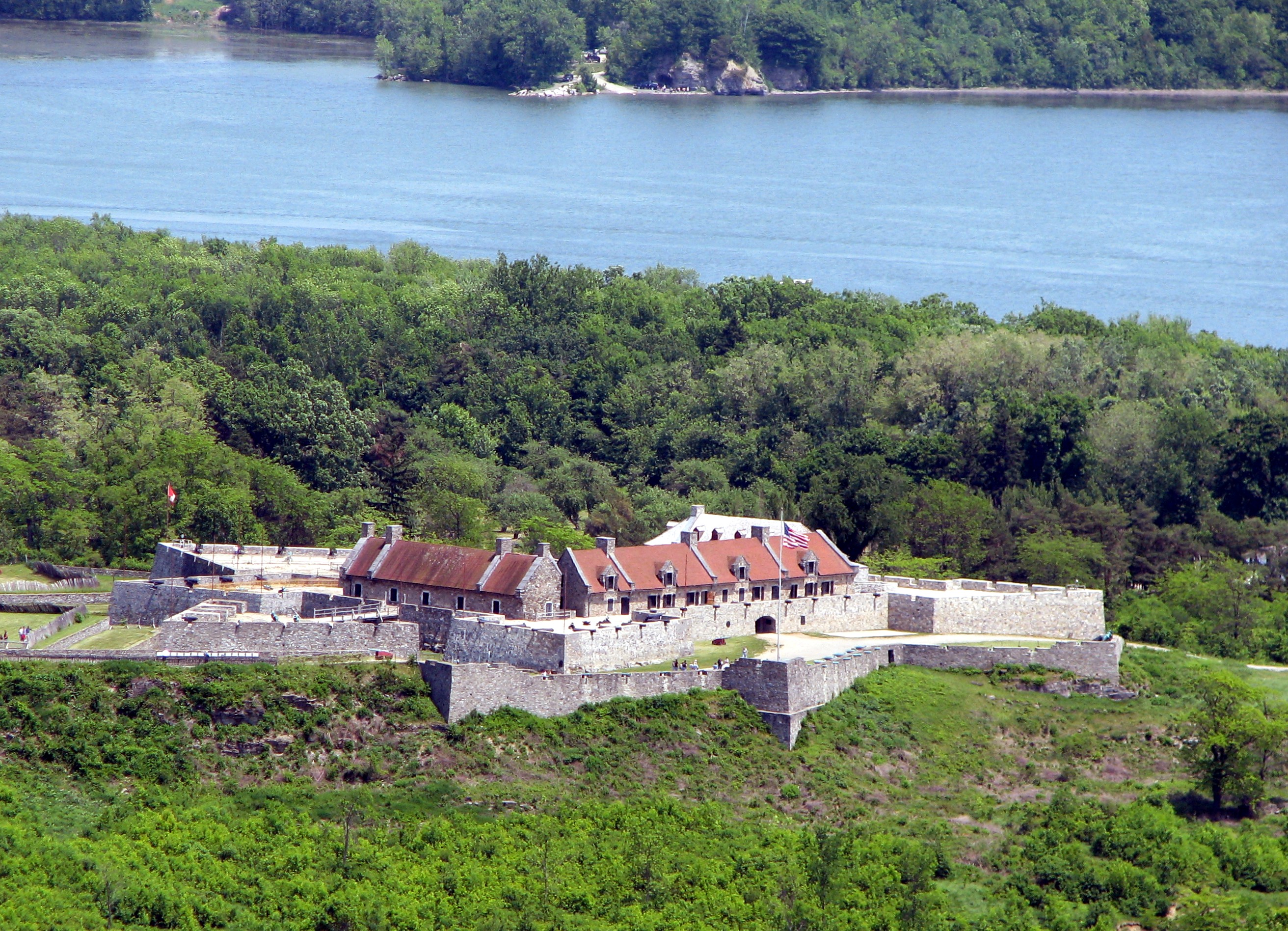
Fort Carillon aujourd'hui

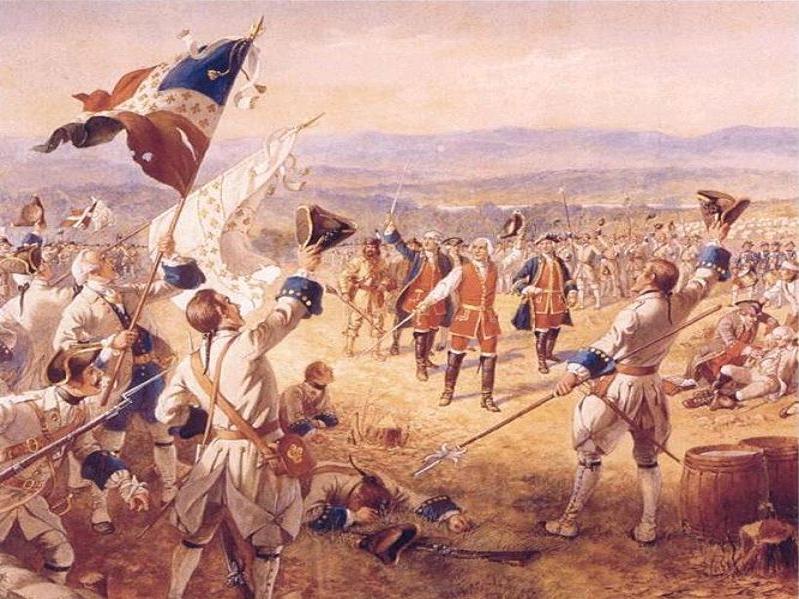
Le marquis de Montcalm après sa victoire

L'année 1758 est marquée par un effort militaire intense de la Grande-Bretagne, qui envoie près de 10 000 soldats réguliers en renfort en Amérique. Décidé à venger William-Henry, le général britannique Abercrombie mène 16 000 hommes vers le fort Carillon puis Montréal tandis que Jeffery Amherst et James Wolfe mènent le siège de Louisbourg. Mal renseigné en l'absence de ses alliés autochtones, envoyés en mission sur d'autres fronts par Vaudreuil, Montcalm n'a avec lui que 3 600 soldats. Fortifiant ses positions à la manière des Sardes lors de la bataille du col de l'Assiette, il parsème le champ de bataille d’abattis et de barricades, afin de désorganiser les régiments ennemis et de les exposer le plus longtemps possible au feu de ses hommes retranchés en hauteur. C'est un carnage. Après plusieurs heures de combat, les Britanniques se retirent, certains régiments ayant perdu la moitié de leurs hommes. Montcalm, en bras de chemise, aura été en première ligne tout au long de l'affrontement, motivant ses hommes et combattant à leurs côtés. Une bannière religieuse présente sur le champ de bataille auprès des miliciens canadiens ce jour-là serait à l'origine du drapeau actuel du Québec.

#### Le siège de Québec (1759)

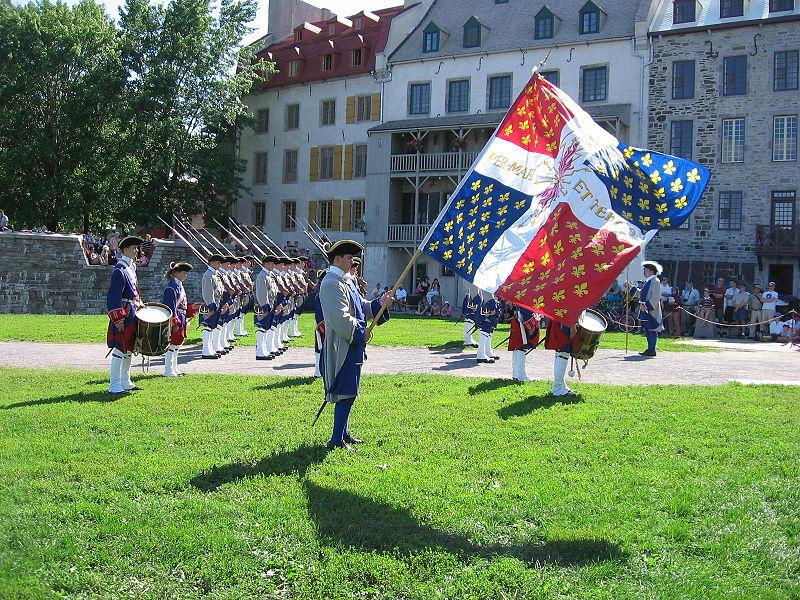
Reconstitution des troupes coloniales françaises à Québec

La victoire surprenante de Carillon accroit singulièrement le crédit de Montcalm à la Cour de Versailles. Il est promu lieutenant-général à la suite de cette campagne. Face à une situation d’infériorité numérique écrasante et une situation logistique préoccupante, sur proposition de Montcalm, Vaudreuil décide d’abandonner les positions françaises et de se replier vers la vallée du Saint-Laurent et de s'y fortifier, comme dans une redoute, le temps que la guerre finisse. La chute de Louisbourg en 1758 laissant à penser que Québec est la prochaine cible de l'ennemi, il y concentre son armée au début de l'été, tandis que les miliciens affluent. On en comptera bientôt près de 10 000 en armes, ce qui en fait l'une des plus grandes mobilisations d'une population civile en cas de guerre. Incertain de la valeur de son armée, affaiblie par les privations et le manque de renfort, il soutient le siège de Québec durant tout l'été 1759, repoussant plusieurs fois les débarquements des hommes de James Wolfe. La campagne, habilement menée, épuise l'armée britannique, qui a commencé à bombarder la ville sans relâche depuis juillet. Une tentative plus importante que les autres de débarquement par les Britanniques débouche sur une bataille générale, à Montmorency, remportée par les Français. La fin de la campagne de 1759 approchant, Wolfe se résout à jouer le tout pour le tout en débarquant à l’Anse-au-Foulon le 13 septembre.

#### La bataille des Plaines d'Abraham

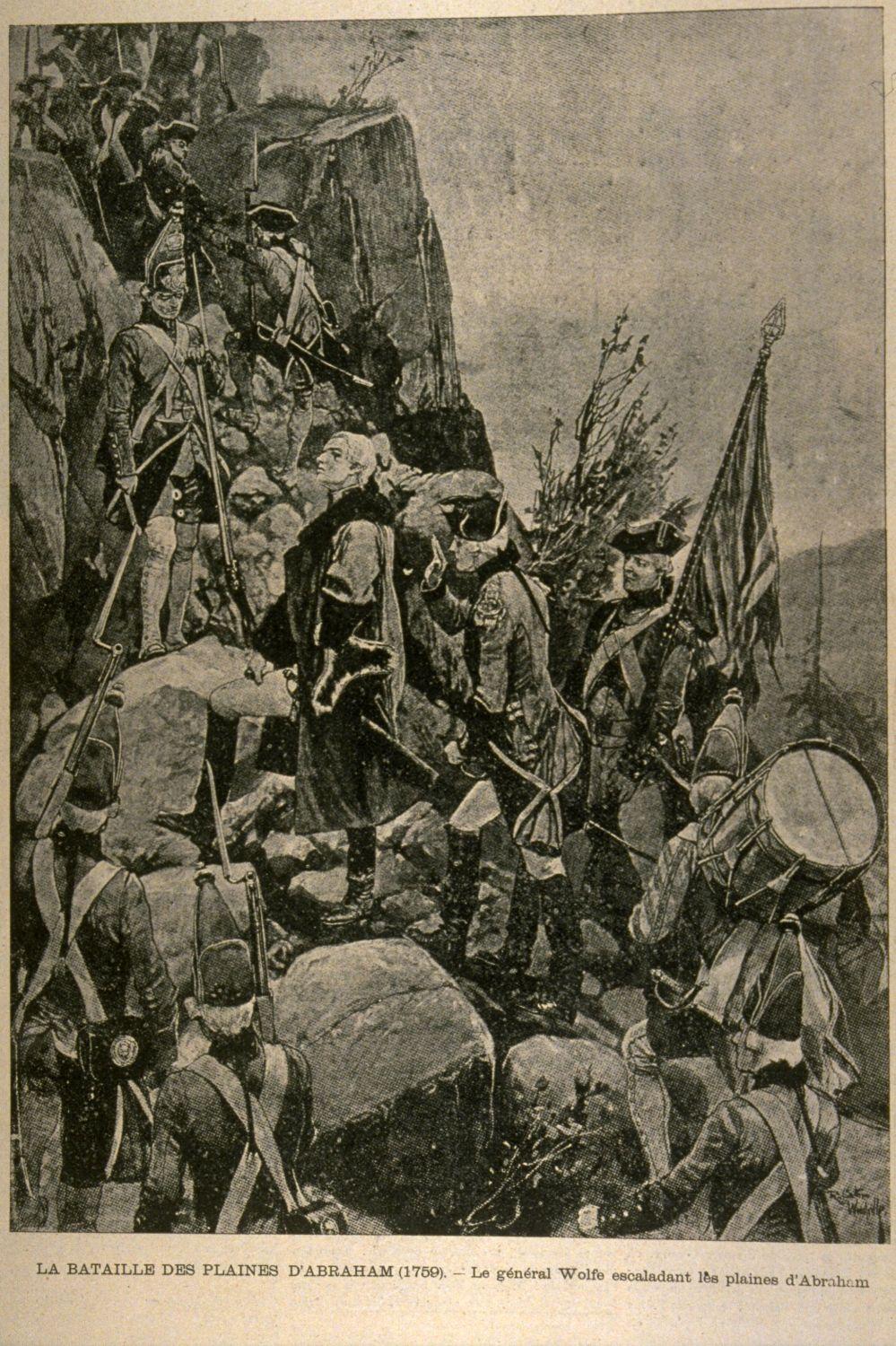
Débarquement surprise à l'Anse au Foulon

Aussitôt prévenu de la réussite du débarquement anglais, Montcalm rassemble les forces qu'il a directement sous la main afin d'intervenir avant que Wolfe ne puisse fortifier sa position sur les hauteurs de Québec. Il craint en effet qu'une fois retranchés, les Britanniques ne bloquent ses lignes de ravitaillement vers Montréal et ne puissent être délogés. Dans une décision encore controversée aujourd'hui, il décide de passer à l'attaque sans attendre d'avoir concentré ses forces, dont l'élite commandée par Bougainville n'était pas présente avec lui. L'assaut est repoussé avec de lourdes pertes et provoque le retrait de l'armée française. Tandis que les miliciens canadiens et les Autochtones couvrent la retraite, ce qui permet aux bataillons français d'infliger d'importantes pertes aux Britanniques dont leur général Wolfe, qui est mortellement blessé, le marquis tente de rallier ses hommes, mais est touché par une balle dans le dos, qui ressort par son bas-ventre après avoir perforé les reins. Se sachant condamné, il est transporté dans la ville pour y recevoir les derniers sacrements et mettre en ordre ses affaires. Il aurait dit à l'un des frères du chirurgien André Arnoux ces paroles restées célèbres :

« - Combien de temps me reste-t-il à vivre ?

- Une douzaine d'heures, tout au plus, Votre Excellence.

- Tant mieux, je ne verrai pas la reddition de Québec. »

— Louis-Joseph de Montcalm sur son lit de mort conversant avec ses médecins
Louis-Joseph marquis de Montcalm, lieutenant général du roi en Nouvelle-France, s'éteint à Québec le 14 septembre 1759, à 5 heures du matin.

La mort de Montcalm démoralise les troupes, qui quittent Québec le même jour. Malgré la contre-offensive française, le printemps suivant et la victoire de Sainte-Foy, les Britanniques sont bientôt maîtres de tout le Canada, dont la cession est définitivement confirmée par le traité de Paris en 1763.

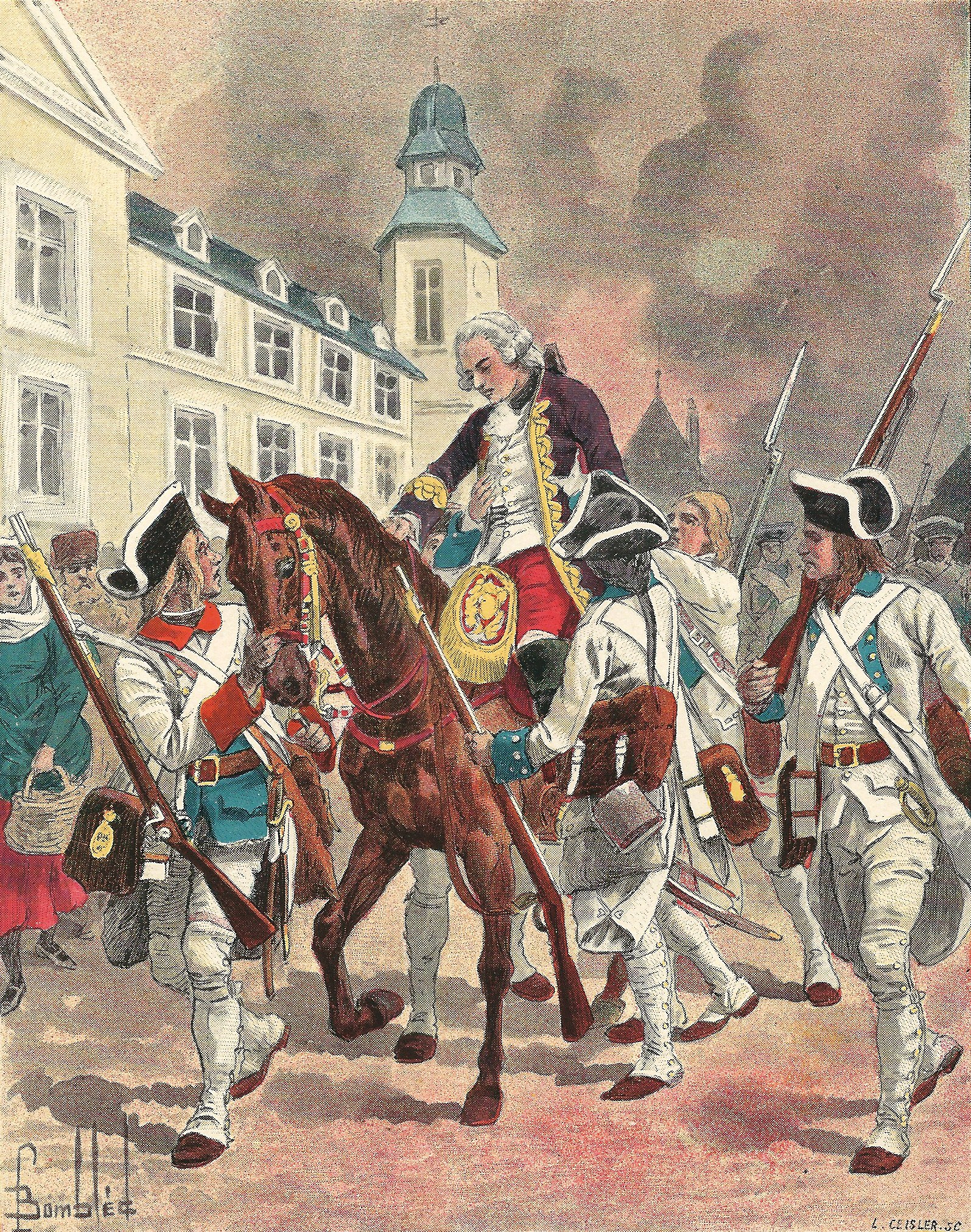
Montcalm blessé à la bataille des plaines d'Abraham et ramené à Québec.

## Controverses
Depuis sa mort, la responsabilité du marquis dans la chute de la Nouvelle-France font l’objet de critiques. Dès la fin de la bataille, Bougainville et Lévis se sentent obligés de défendre leur général dans leur correspondance avec la France. Son successeur, le Chevalier de Lévis écrit ainsi quelques mois plus tard : « On impute à M. de Montcalm d’avoir trop divisé l’armée, et d’avoir attaqué trop tôt les ennemis sans avoir rassemblé toutes les forces qu’il aurait pu avoir. Je dois à sa mémoire, pour assurer la droiture de ses intentions, de dire qu’il a cru ne pouvoir faire mieux ; mais malheureusement les généraux ont toujours tort, quand ils sont battus». Le colonel de Bougainville, écrit de son côté dans son journal, que « M. le marquis de Montcalm mourut le lendemain de ses blessures. Il avait fait une campagne digne de M. de Turenne, et sa mort fait nos malheurs ».
Lors de l'Affaire du Canada, qui revient sur les malversations qui auraient été commises par l'administration coloniale, l'ancien gouverneur Vaudreuil se verra reprocher son incapacité à travailler avec Montcalm, qui se défend en jetant sur le général l’opprobre de la défaite.
Si l'historiographie anglo-saxonne, présente généralement Montcalm comme le glorieux adversaire de leur héros national Wolfe, l'historiographie canadienne-française fut moins tendre envers lui. Les grands historiens nationalistes (Frégault, Lacoursière, Groulx) imposeront l'idée d'un général français rigide et borné, incapable de s'adapter aux méthodes de guerre des Autochtones et ignorant les conseils avisés des officiers coloniaux pour se concentrer sur la guerre en dentelle européenne. Depuis quelques années, le portrait s'est nuancé fortement, notamment grâce à l'essai de Dave Noël. On rapporte plutôt un officier entretenant de bonnes relations avec les Canadiens et les Autochtones, se pliant aux tactiques militaires locales et tentant d'améliorer la vie de ses hommes et soucieux de l'importance des miliciens. Sa responsabilité dans la défaite des plaines d'Abraham est également nuancée par l'étude du siège de l'été 1759, mené de main de maître par le marquis dans une situation très délicate. Surpris par le risque insensé pris par Wolfe dans la nuit du 12-13 septembre, sa décision fut défendue par tous les autres officiers généraux qui ont participé à la bataille. Retranchée au sommet de l'Anse-au-Foulon, l'armée britannique pouvait couper le ravitaillement de la ville et bombarder le rempart de la ville déjà en fort mauvais état.

## Armoiries
- Écartelé, aux 1 et 4 d'azur à trois colombes d'argent becquées et membrées de gueules ; aux 2 et 3 de sable à la tour d'argent sommée de trois tourelles du même; qui est de Montcalm ; brochant sur le tout de gueules à la bande d'azur bordée d'argent et à la bordure componée du même, qui est de Gozon.

- Couronne de marquis

- Sa devise est « Mon innocence est ma forteresse ».

## Galerie

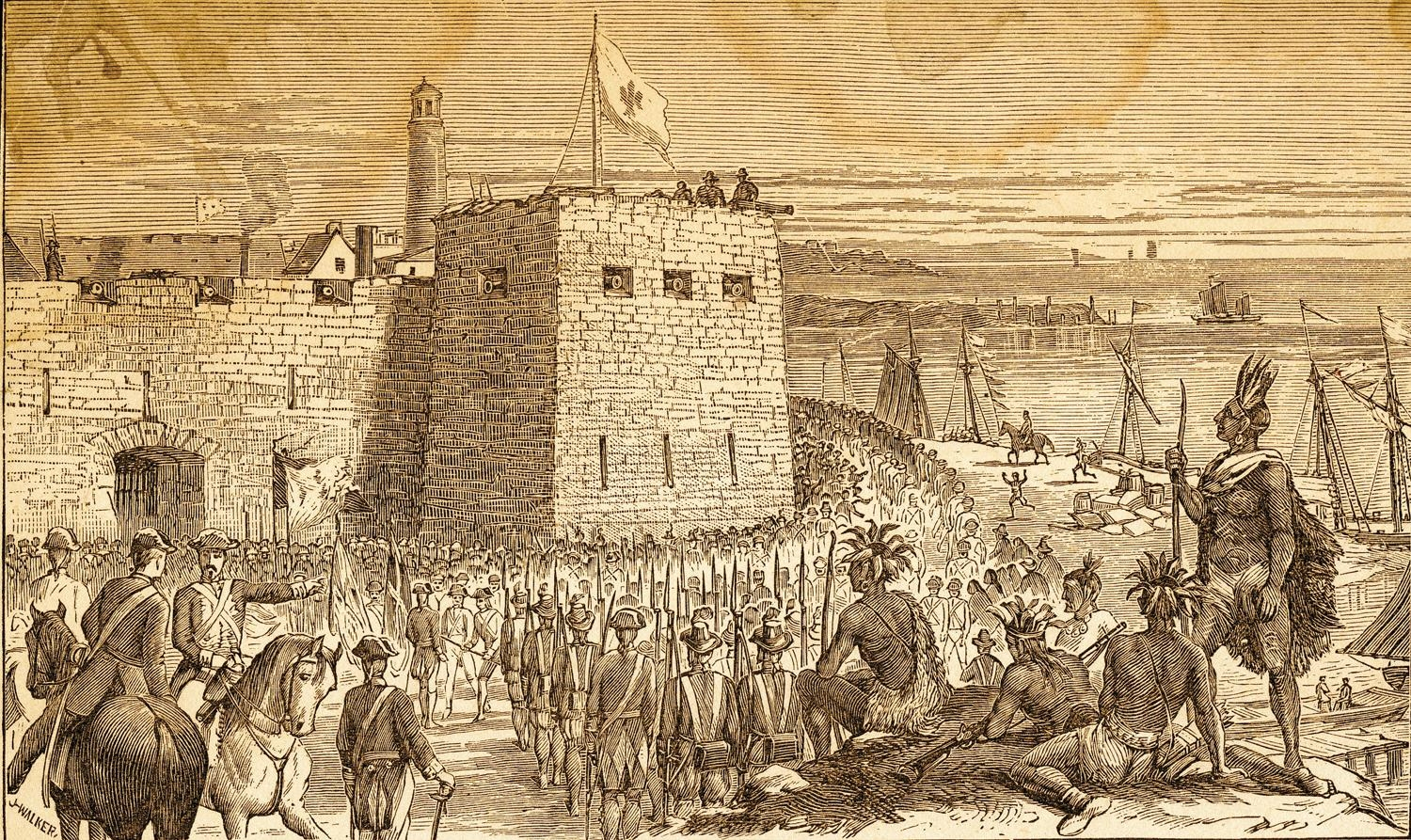
La bataille de Chouaguen (Fort Oswego), en 1756.
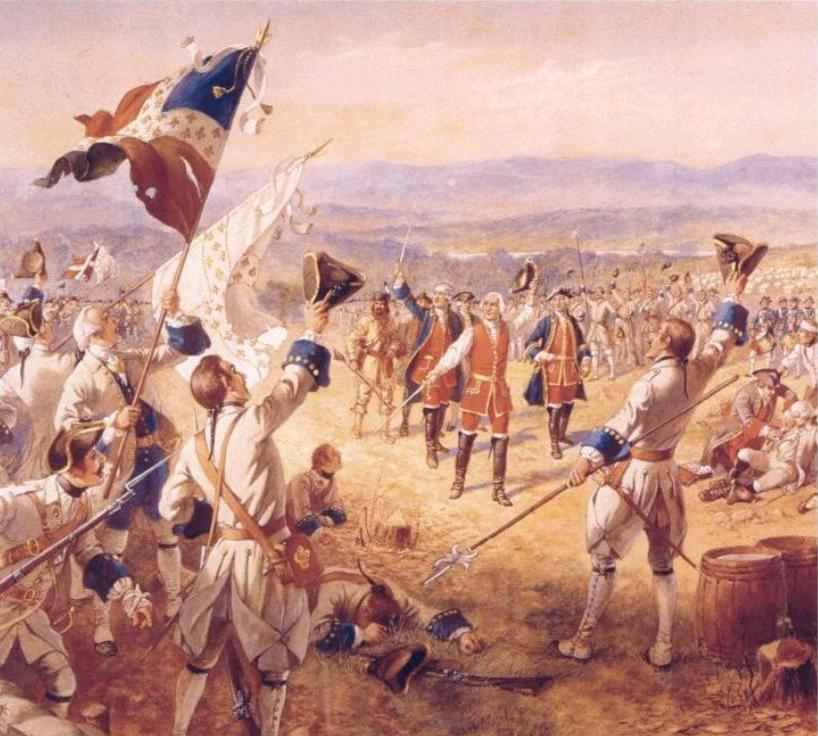
La Victoire de Montcalm avec ses troupes à Carillon, en 1758 par Henry Alexander Ogden.
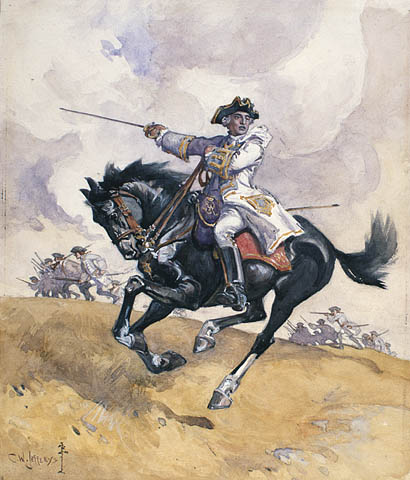
Montcalm à la tête de ses troupes sur les plaines d'Abraham. Aquarelle de Charles William Jefferys.
- Lettre de Montcalm après la bataille des Plaines d'Abraham.
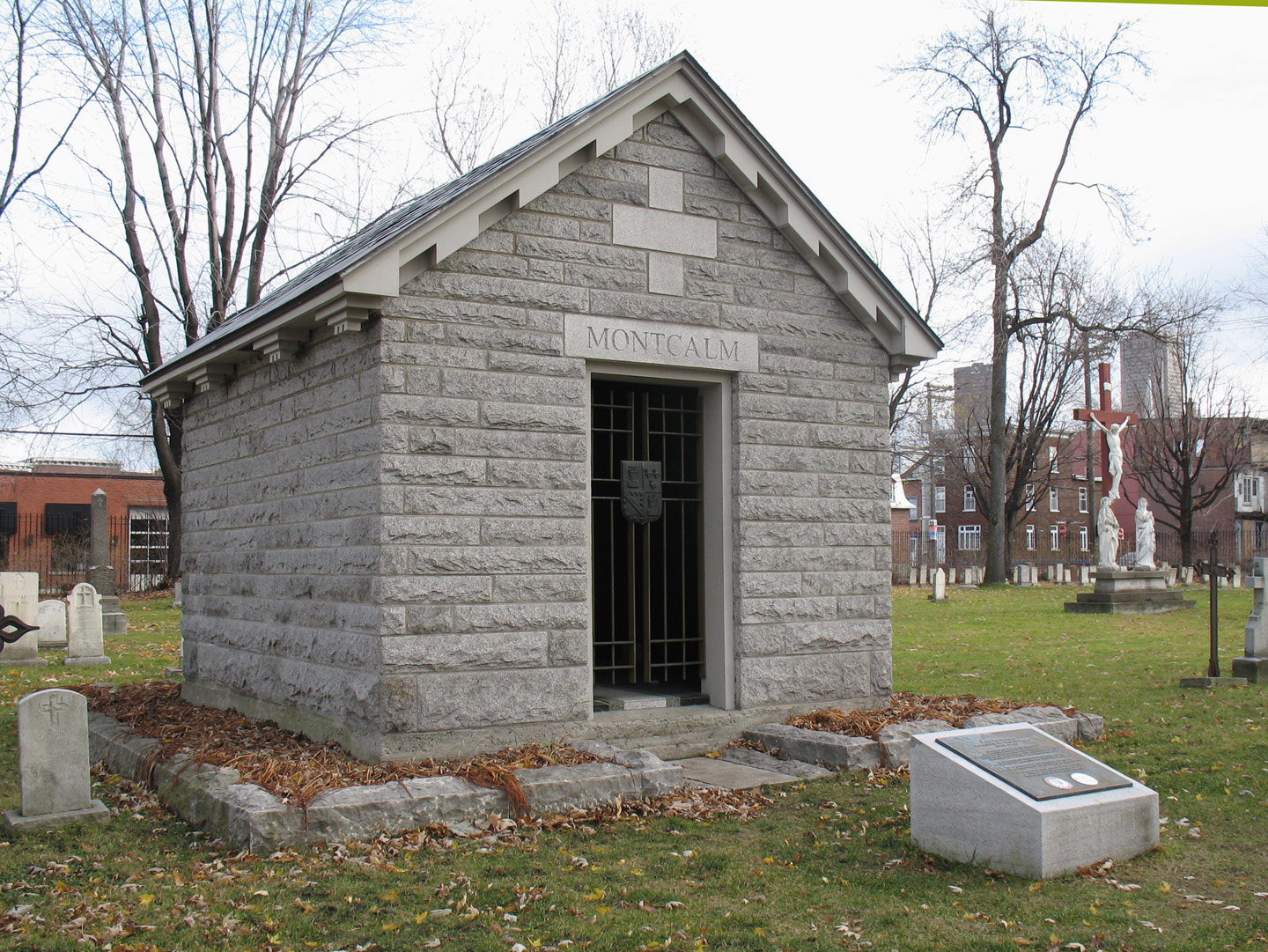
Le mausolée de Montcalm à Notre-Dame-des-Anges.

## Hommages

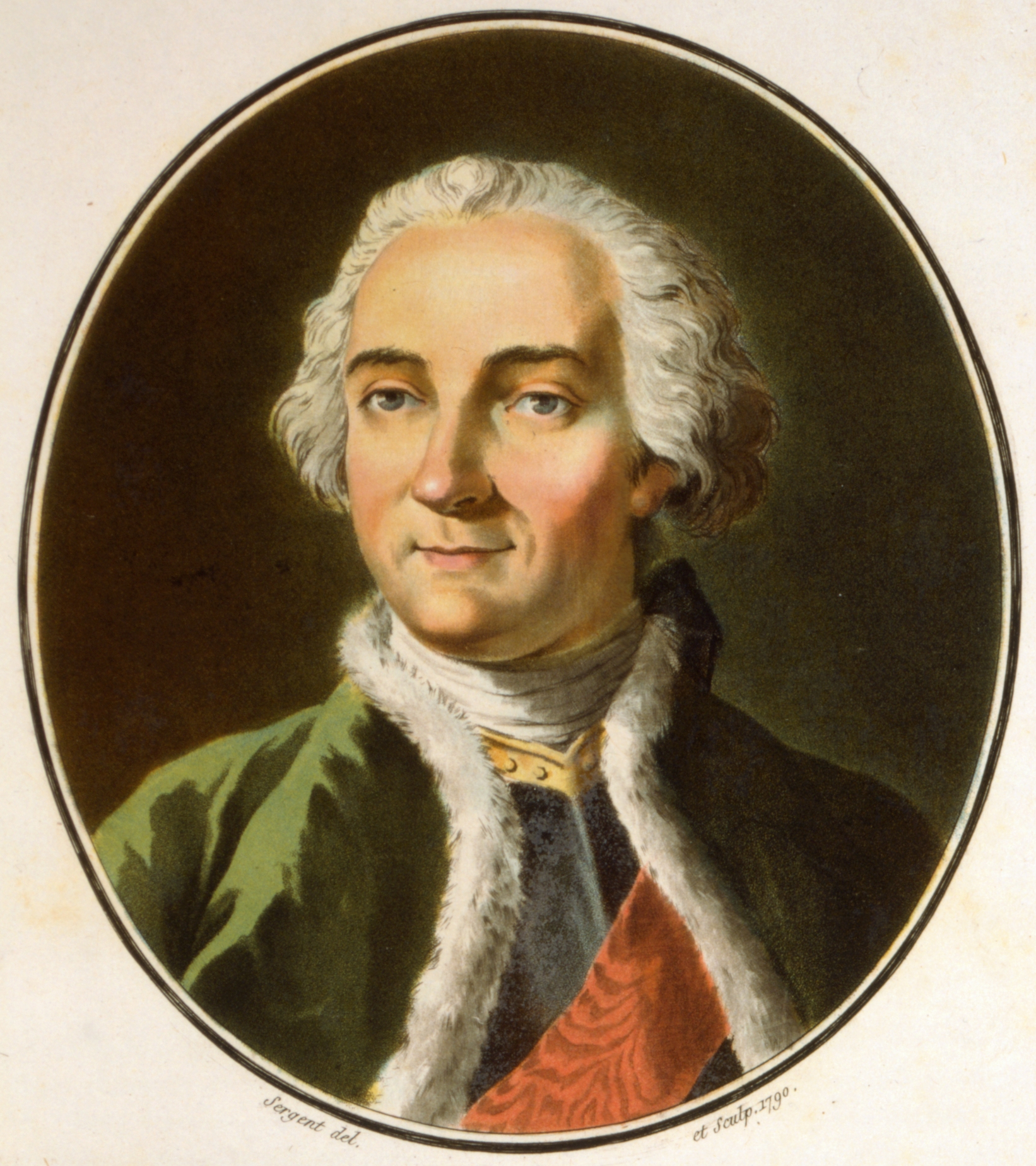
Montcalm représenté par Sergent-Marceau parmi les Portraits des grands hommes, femmes illustres et sujets mémorables de France, 1786 - 1792.

### Monuments
- Un obélisque, le monument Wolfe-Montcalm, dont il partage l'honneur avec James Wolfe.
- Un mausolée situé dans le cimetière de l'Hôpital général de Québec.
- Une statue sur l'hôtel du Parlement du Québec. Ses armoiries ornent les bureaux du leader de l'opposition officielle.
- Une statue est érigée en 1910 par Léopold Morice, dans la commune de Vestric-et-Candiac (France), son village de naissance. Le château de la famille Montcalm est resté intact. Il est actuellement propriété privée. La famille Montcalm possédait de nombreuses terres sur les communes actuelles de Vestric-et-Candiac et de Vauvert dont un hameau porte le nom de Montcalm. Un autre château, le château de Candiac, était propriété du marquis de Montcalm, transformé actuellement en collège privé[21].
- Une plaque a été dévoilée en 2009 à Brest (Finistère), au jardin de l'Académie de marine, pour marquer le départ de 7 800 soldats et marins de Brest vers la Nouvelle-France, et le 250e anniversaire de la mort de Montcalm.

### Nommés en son honneur
Des lieux géographiques :
- Le quartier Montcalm à Québec.
- Les villes de Montcalm et Candiac, au Québec.
- Le comté de Montcalm, dans le Michigan aux États-Unis.

Plusieurs navires de la marine française portent ou ont porté son nom :
- Montcalm, un croiseur cuirassé de la classe Gueydon, 1902-1926.
- Montcalm : croiseur léger de la classe La Galissonnière, 1935-1969.
- Montcalm, frégate anti-sous-marine de la classe Georges Leygues (type F70), 1982-2017.

Des bâtiments :
- Maison Montcalm, demeure où il vécut en 1758-1759 à Québec.
- École Montcalm à Sherbrooke.

Des odonymes :
- Avenue Wolfe-Montcalm à Québec .
- Cours du Général-De Montcalm à Québec.
- Rue Montcalm dans le 18e arrondissement de Paris
- Place Montcalm à Vestric-et-Candiac près de Nîmes (43° 44′ 27,3″ N, 4° 15′ 35,1″ E ).
- Rue Montcalm à Nantes (47° 13′ 04,1″ N, 1° 32′ 39,5″ O).
- Rue Montcalm à Caen.
- Rue Montcalm à Lévis.
- Rue Montcalm à L'Ancienne-Lorette.
- Rue Montcalm à Montréal.
- Rue Montcalm à Brest.
- Rue du Général-de-Montcalm à Sherbrooke [22]

### Autres représentations
- Montcalm est représenté dans Le Dernier des Mohicans et ses adaptations cinématographiques. Ces romans en font à tort le responsable du massacre qui suit la reddition du fort.
- Le chapitre 47 du roman historique Lord Vanity (1953) du romancier américain Samuel Shellabarger lui est consacré.
- Il est le parrain de la 167e promotion (1980-1982) de l'école spéciale militaire de Saint-Cyr, en France.
- Murale peinte Le Rêve de Montcalm réalisée par René Bégin à l’hôtel de ville de Candiac et terminée le 18 septembre 2023.

### Filmographie
Dans le film de 1992, Le Dernier des Mohicans (The Last of the Mohicans) de Michael Mann, son rôle est interprété par l'acteur et réalisateur français Patrice Chéreau. Le mythe de Montcalm responsable du massacre du fort William-Henry y est perpétué malgré sa fausseté.

### Sources
1. ↑  (en) Joy Caroll, Wolfe et Montcalm: la véritable histoire de deux chefs ennemis, montreal, éditions de l'homme, 2004, 362 p. (ISBN 2-7619-2192-5), p. 49-50
2. 1 2  (en) C.P. Stacey, Quebec, 1759, Toronto, à propos, 2009, 465 p., p. 25
3. ↑  Michel Thévenin, « Dave Noël, Montcalm, général américain, Québec, Boréal, 2018, 382 p. », Recherches sociographiques, vol. 60, no 3,‎ 2019, p. 27 (ISSN 0034-1282 et 1705-6225, DOI 10.7202/1075162ar, lire en ligne, consulté le 30 juin 2022)
4. ↑  Claude Bélanger, « Quebec History », sur faculty.marianopolis.edu (consulté le 30 juin 2022)
5. ↑  Louis Joseph de Montcalm, Journal du Marquis de Montcalm durant ses campagnes en Canada de 1756 à 1759, Québec, imprimerie de L-J Demers et Frère, 1895, 626 p., p. 18
6. ↑  Edmond Dziembowski, La guerre de sept ans, Paris, éditions Perrin, 2015, 670 p. (ISBN 978-2-89448-816-4), p. 147
7. ↑  Gilles Havard, Cécile Vidal, Histoire de l'Amérique Française, Flammarion, 2003, 869 p., p. 633-634
8. ↑  « Une relique du drapeau de Carillon »
9. ↑  Mouvement National des Québécois, « Origines du drapeau du Québec »
10. ↑  Frégault a bien démontré que le Canada était alors en pleine famine
11. ↑  (en) Matthew C Ward, The battle for Quebec 1759, Editions Tempus, 2005, 286 p., p. 51
12. ↑  Michel Thévenin, « Dave Noël, Montcalm, général américain, Québec, Boréal, 2018, 382 p. », Recherches sociographiques, vol. 60, no 3,‎ 2019, p. 254 (ISSN 0034-1282 et 1705-6225, DOI 10.7202/1075162ar, lire en ligne, consulté le 30 juin 2022)
13. ↑  Bertrand Fonck et Laurent Veyssière, La chute de la Nouvelle-France : de l'affaire Jumonville au traité de Paris, Septentrion, 2015 (ISBN 2-89448-828-9), p. 154
14. ↑  François Gaston de Lévis, Lettres du chevalier de Lévis concernant la guerre du Canada;1756-1760, Montréal, CO Beauchemin et fils, rue saint paul, 1889, 473 p., p. 244-245
15. ↑  Louis-Antoine de Bougainville, Écrits sur le Canada, Septentrion, 1er février 2003, 428 p. (ISBN 9782894483046, DOI 10.14375/np.9782894483046, lire en ligne), p. 343
16. ↑  (en) Fred Anderson, Crucible of war, New York, Vintage book, 2000, 862 p., p. 135
17. ↑  (en) William M. Fowler Jr., Empires: the seven years' war and the struggle for north america, Vancouvert, Douglas and McIntyre, 2005, 332 p., p. 95
18. ↑  Laurent Veyssière et Bertrand Fonck, La guerre de Sept ans en Nouvelle-France, PUPS, 2011 (ISBN 978-2-84050-777-2), p. 23
19. ↑  Noël Dave, Montcalm, général américain (ISBN 978-2-7646-3532-2)
20. ↑  Tant de Bougainville que le chevalier de Lévis défendront les actions de Montcalm lors de la fatidique journée du 13 septembre 1759.
21. ↑  « Présentation - Dalzon » (consulté le 24 septembre 2016).
22. ↑  « Auberge Marquis de Montcalm », sur www.marquisdemontcalm.ca (consulté le 7 janvier 2024)